# Бромид золота(III)
Бромид золота(III) (трибромид золота) — бинарное неорганическое химическое соединение золота с бромом.

## История
Первые упоминания об исследованиях галогенидов золота встречаются в начале XIX века.

## Физические свойства
Кристаллическое вещество, тёмно-коричневые блестящие пластинки, цвет — от тёмно-красного до черного.
Растворим в воде, эфире, броме, бромоформе, метилацетате и SbCl3.
Мало растворим в сероуглероде и четыреххлористом углероде.

## Структура
Эмпирическая формула AuBr3, но представляет собой димер состава Au2Br6.

## Химические свойства
При нагревании разлагается на бромид золота(I) и бром.
Бромид золота(III) является кислотой Льюиса и легко образует комплексы. Например, в бромистоводородной кислоте димер Au2Br6 растворяется с образованием кислоты HAuBr4.
Во влажном воздухе AuBr3 быстро гидролизуется, горячей водой разлагается.

## Синтез
Бромид золота(III) может быть получен:
- прямым синтезом из простых веществ при 140 °С и избытке брома (жидкого, паров или бромной воды):

2Au + 3Br2 → Au2Br6 (реакция начинается уже при обычной температуре)
- обменной реакцией:

Au2Cl6 + 6HBr → 6HCl + Au2Br6

## Применение
Бромид золота(III) используется в качестве катализатора в различных реакциях, интересный вариант использования — в реакции Дильса-Альдера. В частности, соединение катализирует реакцию между енильными и карбонильными соединениями с образованием шестичленных циклов:
Другой пример использования AuBr3 в качестве катализатора — в реакциях нуклеофильного замещения:

## Токсичность
Как и другие соединения золота, при длительном контакте бромид золота(III) вызывает у человека специфические аллергические дерматиты и экземы, проявляющиеся в виде рецидивирующих папулезных высыпаниях на кистях, предплечьях и лице.